# Васенин, Иван Михайлович
Ива́н Миха́йлович Васе́нин (1925, Павловский Посад, Московская губерния — неизвестно) — советский футболист, нападающий и крайний защитник. Сыграл один матч в высшей лиге СССР.

## Карьера
Начал играть в 1939 году в юношеской команде «Красного знамени» из Павловского Посада. Затем выступал в юношеских клубных командах этого общества в 1940—1945 годах. В 1945 году был призван на Балтийский флот, где служил во флотилии подводных лодок. Выступал за команду Краснознамённого Балтийского флота (КБФ) из Таллина. В начале карьеры выступал на позиции нападающего, затем был передвинут на позицию крайнего защитника.
В конце 1950 года был переведён в часть МВД и стал выступать в клубной команде московского «Динамо». В чемпионате СССР дебютировал 18 сентября 1951 года в игре с горьковским «Торпедо». Также провёл 27 матчей за дубль бело-голубых.
В августе 1952 года демобилизовался и некоторое время играл за КБФ в первенстве Эстонской ССР. Также выступал за таллинский «Калев».